# Mobile Suit Gundam ZZ
Mobile Suit Gundam ZZ (яп. 機動戦士ガンダムΖΖ кидо: сэнси гандаму дабуру дзэ:та, Mobile Suit Gundam Double Zeta) — аниме-сериал студии Sunrise, вышедший в 1986—1987 годах, третья часть серии Gundam, прямое продолжение Mobile Suit Zeta Gundam. Режиссёром снова стал Ёсиюки Томино, который собрал новую команду, включавшую дизайнера персонажей Хироюки Китадзумэ, а также дизайнеров мех Макото Кобаяси и Ютаку Идзубути. Во время показа сериала в журнале Comic BomBom издавалась одноимённая манга с некоторыми различиями в сюжете. Кроме того, сценарист Акинори Эндо выпустил роман Mobile Suit Gundam ZZ, предшествующий Char’s Counterattack.

## Сюжет
0088 год Вселенского века. История продолжает следовать за кораблём «Аргама» анти-земного альянса (AEUG). После войны между «Титанами» и AEUG, в которой последние одержали пиррову победу, их лучшие пилоты либо были ранены, либо пропали без вести. Камилл Бидан стал инвалидом и не мог сражаться, Чар Азнабль и Амуро Рэй исчезли в неизвестном направлении. В это время группировка с астероида Аксис во главе с Хаман Карн берёт себе имя Новый Зион и решает восстановить империю Заби. Для борьбы с ними капитан Брайт Ноа нанимает пилотировать мобильную броню группу подростков, занимающихся сбором мусора на колонии Сторона 1 («Шангри-Ла»), ведомую шумным, но сильным ньютайпом Дзюдо Аштой.

## Роли озвучивали
| Актёр             | Роль                         |
| ----------------- | ---------------------------- |
| Кадзуки Яо        | Дзюдо Ашта                   |
| Ёсико Сакакибара  | Хаман Карн                   |
| Цутому Касивакура | Глеми Тото                   |
| Хиротака Судзуоки | Брайт Ноа                    |
| Эрико Хара        | Эль Виано                    |
| Наоко Мацуи       | Ру Лука                      |
| Синго Хиромори    | Бича Олег                    |
| Кодзо Сиоя        | Мондо Агакэ                  |
| Масами Кикути     | Иино Аббав                   |
| Мая Окамото       | Лейна Ашта                   |
| Кэнъю Хориути     | Машимр Cелло                 |
| Хадзуки Кадома    | Чара Сун                     |
| Тиэко Хонда       | Эльпи Пл, Пл 2               |
| Кодзи Тотани      | Готт Го                      |
| Кимиэ Саваки      | Илия Пазом                   |
| Миюки Мацуока     | Фа Юири                      |
| Нобуо Тобита      | Камилл Бидан                 |
| Мики Ито          | Минева Лао Заби              |
| Тика Сакамото     | Синта                        |
| Маюми Сё          | Харо, Кум                    |
| Хотю Оцука        | Язан Гейбл                   |
| Каёко Фудзии      | Эмари Оунс                   |
| Рюносукэ Обаяси   | Ракан Дакаран                |
| Бин Симада        | Ни Гирен, Ники               |
| Фумихико Татики   | Панпа Рида                   |
| Хироюки Сибамото  | Торрес                       |
| Юми Митани        | Сесилия                      |
| Итиро Нагаи       | рассказчик                   |
| Кэнъити Огата     | Дидо Калтоха                 |
| Тэссё Гэнда       | Гемон Баджек, Дезерт Роммель |
| Масару Икэда      | Гадеб Ясин                   |
| Ё Иноуэ           | Сайла Масс                   |
| Саэко Симадзу     | Масай Н'Гава                 |
| Юко Мидзутани     | Милли Чилдер                 |
| Юрико Ямамото     | Расара и Сараса Мун          |

## Производство и выпуск
К 1986 году телевизионное аниме получило широкое распространение, и тогда же начались показы таких сериалов, как «Жемчуг дракона», Maison Ikkoku и Gundam ZZ. С одной стороны, увеличивалось количество телевизоров, с другой, в среднем, в каждом японском доме был видеомагнитофон. Хироюки Китадзумэ рассказал, что было решено расширить «Зету» вместо нового выпуска и добавить персонажей. Ёсикадзу Ясухико не участвовал в работе. Хидэаки Анно, принимавший участие в создании Char’s Counterattack, считал мобильные доспехи из Z Gundam и Gundam ZZ довольно отсталыми в технологическом плане. Продюсер Кэндзи Утида указал, что оба сериала не превысили ожидаемых коммерческих показателей. В 1986—1987 годах царила атмосфера «давайте сделаем ещё немного Гандама». Режиссёр Томино также доверил ΖΖ молодым людям. В четвёртом номере журнала Newtype за 1987 год была опубликована иллюстрация аниматора Тосимицу Кобаяси о близких отношениях Дзюдо Ашты и Хаман Карн, материал не вошёл в сериал.
В интервью 2002 года Томино сказал: «Я был нездоров, когда делал Zeta Gundam, и действительно пытался облегчить ZZ Gundam. Я старался заставить себя чувствовать лучше, но также беспокоился о поклонниках. ZZ Gundam был мой способ сказать фанатам: «Не унывайте!» Целый ряд интригующих частей истории, таких как повторное введение культового антигероя Чара, был удалён из ZZ после того, как режиссёр получил зелёный свет, чтобы сделать фильм. Причина восстания Глеми Тото против Хаман Карн в сериале неясна, но одна из теорий гласит, что он был незаконнорождённым ребёнком семьи Заби или выращен в пробирке с генами Гирена Заби и женщины-ньютайпа. Этим мог воспользоваться Чар, чтобы разрушить Новый Зион и захватить власть в качестве преемника Зума Дайкуна. Он также использовал и Земную Федерацию. Хаман до самого конца преследовала иллюзию Чара и желала, чтобы им был Дзюдо Ашта. Томино заметил, что женщина испытывала влечение к сильному мужчине, но не могла понять, как ей жить с этим, и стала злодейкой.
В 2010 году вышла OVA Mobile Suit Gundam Unicorn, где Банаджер Линкс спросил Мариду Круз, что ей нравится. Она ответила: мороженое. Марида на самом деле была Пл 12 — клоном Эльпи Пл. В Gundam ZZ девочка ела мороженое вместе с Дзюдо Аштой. Её имя происходит от журнала Lemon People. 
17 августа 2013 года Утида, уже президент Sunrise, на мероприятии по обсуждению Гандама «Вселенского века» от ΖΖ до UC в токийском кинотеатре Shinjuku Piccadilly Cinema, вспоминал, что в середине трансляции «Зеты» спонсор попросил продлить сериал ещё на год. Про Томино ходил анекдот: у него есть постановка и нет раскадровки. Молодые специалисты Синдзи Такамацу, Тосифуми Кавасэ и Кадзуки Аканэ проявили себя на жёсткой производственной площадке. Конкурентами выступали The Transformers, «Королевский десант» и «Небесный замок Лапута». Необходимо было создать работу не хуже, продать пластиковые модели Гандамов (Gunpla) и сосредоточиться на фанатах старше детского возраста. Кроме того, если дизайнер придумывал что-то сложное для анимации, режиссёр это критиковал. Не случайно Ютака Идзубути отказался считать Ру Луку своим творением, он также отвечал за разработку зионских мобильных доспехов AMX-008 Ga-Zowmn, AMX-101 Galluss-J, AMX-103 Hamma Hamma, AMX-104 R-Jarja, AMX-107 Bawoo, AMX-109 Capule и других. Тем не менее, по словам Утиды, если бы они не сделали Z Gundam и Gundam ZZ, то бренд мог исчезнуть. Томино был очень обеспокоен популярностью Хаяо Миядзаки, и сериал стал отражением его возмущения. Эльпи Пл как раз намекала, что Миядзаки попал в число врагов Гандама.
С 2021 года в журнале Gundam Ace выходит манга Around 30 OL Haman-sama, где показана повседневная жизнь героев Z Gundam и Gundam ZZ.

### Видео
Лазердиски появились в 1996—1997 годах на 10-летие сериала. Издателем была компания Bandai Visual. В 2002 году вышли 12 DVD, в 2004 году состоялось переиздание. В 2009 году Bandai Visual выпустила мемориальный Blu-ray в двух коробках, по 5 дисков в каждой. Формат был 1,33:1 (4:3), а звук LPCM Mono.
В 2016 году американская компания Right Stuf впервые выпустила Gundam ZZ для западных зрителей, на Blu-ray в двух частях, с японской звуковой дорожкой и английскими субтитрами. Дубляж отсутствует. Сам факт издания является поводом для празднования. Поклонники не думали, что доживут до этого дня. На Gundam ZZ выделялись серьёзные деньги, а качество анимации было одним из лучших для той эпохи. Blu-Ray содержит хорошую передачу изображения. Поскольку юридических проблем с музыкой нет, саундтрек Сигэаки Саэгусы звучит полностью, синтезаторы разумно сочетаются с оркестром, придавая большую идентичность по сравнению с Zeta Gundam. В целом, Gundam ZZ необходимо смотреть перед Char's Counterattack и особенно Gundam Unicorn.
В 2017—2018 годах в продажу поступили Blu-ray от Anime Limited. Британский совет по классификации фильмов присвоил рейтинг 12. К ограниченному изданию второй части прилагался артбук тиражом 1000 копий. Компания предупредила об отсутствии английской звуковой дорожки. Сериал был анимирован для просмотра на старых телевизорах с соотношением сторон 4:3, до того, как формат 16:9 стал стандартом аниме. Чтобы сохранить исходный размер видео, по бокам экрана остаются чёрные полосы. Опенинг начинается со слов «Это не аниме, а правда». Ёсиюки Томино так отвечал фанатам, которые утверждали, что Gundam не аниме, а нечто более серьёзное по сравнению с другими меха-сериалами того времени. В первой серии идёт рассказ предшествующих событий, поэтому используются неотреставрированные кадры, отчего возникает ощущение, что вместо ZZ должно быть zzz.
В 2021 году Bandai Namco Arts издала две части Blu-Ray в рамках серии «Библиотека Гандама Вселенского века». В каждом зелёном футляре находятся 5 основных дисков плюс дополнительный. Видео представлено в 1080p, первая серия в 1080i. Дополнительные материалы включают хроники Гандама Вселенского века, фотоархив буклета издания 2009 года, трейлеры, опенинги и эндинги без титров. В 2022 году Crunchyroll добавил Mobile Suit Gundam ZZ в свой каталог.

### Музыка
Начальные композиции:
- «Anime Ja Nai — Yume wo Wasureta Furui Chikyūjin yo» («Это не аниме — старомодные земляне забыли о мечтах»), в исполнении Масато Араи (1—25 серии)

- «Silent Voice» («Тихий голос»), в исполнении Дзюн Хироэ (26—47 серии)

Завершающие композиции:
- «Jidai ga Naiteiru» («Эпоха плачет»), в исполнении Масато Араи (1—25 серии)

- «Issenman-Nen Ginga» («Десять миллионов лет галактики»), в исполнении Дзюн Хироэ (26—47 серии)

Прочие композиции:
- «Zeta — Transcending Times» («Зета — превосходя времена»), в исполнении Мами Аюкавы (1 серия)

- «Believe in the Starry Sky» («Верю в звёздное небо»), в исполнении Мами Аюкавы (20 серия)

Саундтрек был издан в 1986 году King Records в двух частях. Переиздан в 1998 году. Композитором выступил Сигэаки Саэгуса, кроме «Anime Ja Nai — Yume wo Wasureta Furui Chikyūjin yo» и «Jidai ga Naiteiru» (музыка — Хироаки Сэридзава, слова — Ясуси Акимото, аранжировка — Сиро Сагису), а также «Silent Voice» и «Issenmannen Ginga» (музыка — Хироаки Сэридзава, слова — Масао Урино и Ёсиюки Томино, аранжировка — Кэй Вакакуса). Сэридзава вспоминал, что лучше продавалась именно «Silent Voice». В 1989 году на аудиокассете вышла радиопостановка, основанная на 36 серии (Дзюдо Ашта, Эльпи Пл, Хаман Карн и Брайт Ноа).
В 1999 году был издан альбом 20th Anniversary Concert Symphonic Gundam 1979~1998, где композицию «Mashymre Cello» играл Токийский филармонический оркестр (дирижёр — Кадзумаса Ватанабэ).
«Anime ja Nai ~Yume wo Wasureta Furui Chikyuujin yo~» спел Хиронобу Кагэяма, а «Silent Voice» — Apple Pie на сборнике «Super Robot Spirits The Best Vol. 3 ~Real Robot Edition~» 2003 года. В 2009 году «Silent Voice» и «Issenmannen Ginga» появились в трибьют-альбоме «Gundam Tribute from Lantis» в исполнении Yozuca* и Айры Юки.
В 2010 году «Anime ja nai ~ Yume wo Wasureta Furui Chikyuujin yo», «Jidai ga Naiteiru», «Silent Voice» и «Issenmannen Ginga» были включены в сборник «Gundam 30th Anniversary Gundam Songs 145».
В 2014 году «Silent Voice» исполнила Нами Тамаки в альбоме «NT Gundam Cover».
В 2019 году ТВ-версии «Anime ja nai ~ Yume wo Wasureta Furui Chikyuujin yo» и «Silent Voice» оказались на двойном сборнике «Mobile Suit Gundam 40th Anniversary Best Anime Mix».
В 2020 году «Silent Voice» перепела Хироко Моригути (Хироми Ханамура) в альбоме «Gundam Song Covers 2».

### Компьютерные игры
Gundam ZZ был включён в ряд игр франшизы. Среди них можно отметить Gundam vs. Zeta Gundam (2005), Gundam vs. Gundam (2008), Gundam vs. Gundam Next (2009), Gundam: Extreme Vs. (2010), Gundam: Try Age (2011), SD Gundam G Generation Overworld (2012), Gundam Versus (2017), Gundam: Extreme Vs. Maxi Boost ON (2020), Gundam Extreme Vs. 2 XBoost (2021), Gundam Arsenal Base (2022) и SD Gundam Battle Alliance (2022).
ZZ также появляется в серии Dynasty Warriors: Gundam (части 1—3 и Reborn) в жанрах action RPG и hack and slash, разработанной Omega Force и изданной Bandai Namco Games в 2007—2013 годах. Участвуют те же персонажи: Дзюдо Ашта, Хаман Карн, Глеми Тото, Эльпи Пл, Пл 2, Брайт Ноа, Ру Лука, Бича Олег, Эль Виано; из Zeta: Чар Азнабль, Камилл Бидан, Фа Юири, Фо Мурасамэ, Розамия Бадам, Реккоа Лонде, Сара Забиярова, Эмма Шин, Джерид Месса, Язан Гейбл и Паптимус Скирокко. Пл 2 управляет MRX-10 Psyco Gundam MK-II и NZ-000 Quin-Mantha.
Отчасти сюжет сериала присутствует в игре Super Robot Wars T, разработанной B.B. Studio и изданной Bandai Namco Entertainment 20 марта 2019 года. Там появляются герои Z Gundam (Камилл Бидан и Фа Юири) и Gundam ZZ (Дзюдо Ашта и команда «Аргамы», Хаман Карн и Новый Зион). Кроме того, в Super Robot Wars X (2018), Super Robot Wars V (2017), Super Robot Wars X-Ω (2015), Super Robot Wars Operation Extend (2013), Super Robot Wars Card Chronicle (2012) и других с начала серии. В 2020 году в X-Ω на короткое время были добавлены миссии, где Минки Момо встречает Хаман Карн.

## Критика и отзывы
По мнению Anime UK News, в качестве эпиграфа подходит высказывание Оскара Уайлда: «Пока война считается безнравственной, она всегда будет обладать очарованием. Когда же на неё будут смотреть как на пошлость, она перестанет быть популярной». Mobile Suit Gundam ZZ считается спорной работой во франшизе, во многом из-за того, что он выступает продолжением Zeta Gundam. Предыдущий сериал является одной из самых трагических работ, в конце которого герои оказываются в тяжёлом состоянии. Gundam ZZ показан как сиквел, но большинство предыдущих персонажей или отсутствуют, или серьёзно пострадали и неспособны дальше сражаться, их заменили другие в 10-серийной комедии. Именно подобная смена тона и вызвала негативную реакцию среди поклонников.
В Mobile Suit Gundam ZZ стало больше комедийных моментов, которые могут быть как удачными, так и нет. Из-за сочетания комедии и военной драмы, аниме свойственна частая смена обстановки, таким образом теряется часть эмоциональной силы, в то же время не справляясь с тем, какому жанру быть главным и хорошо поставленным. Примерно в середине сериала тон меняется, переходя от комедии к драме в стиле Zeta Gundam. Согласно руководству Anime News Network «Mobile Suit Gundam: откуда начинать и что стоит смотреть», ни один выпуск франшизы не заставил смеяться так сильно, как ZZ, но юмор всегда ущербен, являясь причудливой попыткой поднять настроение, от бессмысленного развития сюжета до фарса, «чизкейка» и резких, мрачных интерлюдий.
Дзюдо Ашта в отличие от Амуро Рэя и Камилла Бидана, героев двух предыдущих частей, обладает скорее жизненным опытом, чем формальным образованием. Хотя он является одним из сильнейших ньютайпов, победив опытного пилота Хаман Карн, которая могла сравниться с Чаром, заслужив её уважение. Капитан Брайт сдался и передал недисциплинированным друзьям Ашты свой корабль, а раньше мог решить проблемы Амуро и Камилла одним ударом по лицу. В то же время новые персонажи вызывают мало симпатии. В начале они похожи на банду Робин Гуда, но без преданности внутри группы и целей, которые выглядят как «это будет весело, если мы украдём Гандам!», их нельзя воспринимать всерьёз. Поведение и отношение подростков ко всему, как к игре, когда рядом находится главный герой предыдущего аниме — инвалид войны, — вызывает неприятие. Даже во второй половине сериала, когда тон произведения становится серьёзней, подобные персонажи заставляют сюжет выглядеть пустым.
Gundam ZZ предстаёт если не оклеветанным, то, по крайней мере, спорным. Он похож на переход между фильмами «Империя наносит ответный удар» и «Возвращение джедая», с разницей замены ключевых героев, не разбивая мечты, но в целом делая шаг назад. Самая большая проблема исходит из всех ранних Гандамов — раздутые время действия и темп. Также очевидно, что у Ёсиюки Томино есть несколько сюжетных идей, которые он снова повторяет: главный герой знакомится с трагическим врагом (Камилл Бидан и Фо Мурасамэ, Амуро Рэй и Лала Сун). Дзюдо сначала встречает экстрасенсорную девочку Эльпи Пл, а потом сыграет решающую роль в остановке «фашистского наступления» Хаман Карн. В первых 20 сериях какая-либо сторона не добивается успеха. Gundam ZZ остаётся самым слабым из трилогии оригинальных сериалов «Вселенского века», ему не хватает новизны и напряжённости. Тем не менее, это не бедствие, и к концу сюжет начинает становиться интересным. ZZ достойно показывает артистизм 1980-х годов и меха-дизайн.
В рейтинге выпусков франшизы по итогам голосования на сайте NHK со 2 марта по 20 апреля 2018 года Gundam ZZ занял 22 место из 40. В списке 24 лучших аниме Gundam, составленном CBR, сериал получил 17 место. 
6 мая 2020 года в программе Today is One Day Gundam Zanmai Z на NHK FM Ёсико Сакакибара сказала, что по молодости и незрелости допустила ошибку, озвучивая Хаман Карн, украшая битву. Неверный шаг может уничтожить весь мир. Однако у Хаман много поклонников, которые считают её милой. Сакакибаре сложно это принять, поскольку родители актрисы пережили Вторую мировую войну. Между тем, косплей Хаман Карн из Gundam ZZ оказался в числе популярных в 2021 году по версии сайта Animate Times. CBR включил её в список 10 самых сложных персонажей аниме.
Gundam ZZ вышел скандальным. До этого поклонники видели гибель героев, уничтожение тысяч безымянных людей и главный конфликт, где враждующие стороны менялись удивительным образом, война не имеет хеппи-энда и вообще никогда не заканчивается. Одна из причин, по которой сериал шокирует ничего не подозревающих зрителей, заключается в том, что Gundam ZZ представлен как прямое продолжение Zeta Gundam. Название «Шангри-Ла» намекает: то, что начиналось как сказочный сон, стало скучным и невзрачным для следующих поколений. «Сторона 1» — ветхая, поражённая коррупцией колония. Дзюдо Ашта — бунтарь, ни в грош не ставивший учителей и властей (вроде Люка Скайуокера, чем Родни Тротерра), сборщик мусора и вор, участник молодёжной банды, немного похожей на байкеров из «Акиры». Возможно, красная куртка Дзюдо указывает на Канэду. Однако это работа Ёсиюки «Убей их всех» Томино: Ашта приходит в ярость, когда погибает член экипажа «Аргамы», а капитан видит в парне потенциал, даже если тот хочет только продать Гандам. Но ZZ быстро доводит шутку до безумия. Машимр Селло — шут, думающий, что он герой, мечтая о своей командующей Хаман Карн. Чара Сун с двухцветной причёской вышла из глэм-школы аниме-злодеяний, как Берг Катце в Science Ninja Team Gatchaman. Её поведение с капитаном Брайтом можно расценивать, как если Жан-Люк Пикар оказался запертым в комнате с нимфоманкой — дочерью Минга из «Флэша Гордона», с мультяшными трюками и выходками в стиле «Тома и Джерри». 
На колонии Moon-Moon наступает «царство психов». Сумасшедшая комедия полностью исчезает во второй половине сериала. Возникает очевидный вопрос: почему ZZ сначала увлёкся фарсом. Скорее всего, Томино чувствовал, что после напряжённых Гандамов и ему, и команде нужен перерыв. Это был тайм-аут, способ подзарядить франшизу. Не первый раз режиссёр пробовал эксперимент — Invincible Super Man Zambot 3 превратился из забавных шуток в тяжёлую трагедию. Также вероятно, что Томино пытался привлечь новых зрителей, хорошо осознавая такую необходимость. Нетрудно найти фанатов, которые ненавидят Gundam ZZ, но сериал занял второе место на гран-при 1986 журнала Animage, уступив «Небесному замку Лапута». Противники утверждают: ZZ является эквивалентом «Бэтмена и Робина», сторонники считают «Доктором Кто» Тома Бейкера. Западный фэндом осуждал комедийного Бэтмена в исполнении Адама Уэста как ложного супергероя. В XXI веке «Лего Бэтмен» существует вместе с «Тёмным рыцарем». Все, кто знакомы с франшизой «Евангелион», привыкли к аниме, переходящему от глупости к серьёзности. Martian Successor Nadesico был неизменно эпическим и фарсовым, и неудивительно, если его создатели смотрели ZZ. Gundam ZZ ознаменовал поворот, оставив телевидение на несколько лет, перейдя на фильмы и видеосериалы. Томино позже вернулся с Mobile Suit Victory Gundam, далее Mobile Suit Gundam Wing привлёк внимание иностранцев, но это уже другая история.